# あかく咲く声
『あかく咲く声』（あかくさくこえ）は、緑川ゆきによる日本の漫画作品。1998年から2000年に、『LaLa』と『LaLa DX』（いずれも白泉社）に掲載された。単行本は同社の花とゆめコミックスから全3巻が発売された。文庫版は白泉社文庫から全2巻。

## 概要
1998年12月24日に発売された『LaLa』1999年2月号に読み切り作品として発表。その後、連載作品として同誌1999年7月号から2000年11月号に掲載され完結。全10話。その後、『LaLa DX』2000年11月号と2001年1月号に番外編となる読み切り作品2話が掲載された。作者にとって初の連載作品。単行本第2巻には読切『花泥棒』『珈琲ひらり』が収録された。

## あらすじ
無口な同級生・辛島に密かに思いを寄せていた国府佐和はある日、辛島が人気の無いビルに忍び込む姿を目撃する。後を追った国府は、辛島の声には人に暗示をかけることのできる力があり、その能力を活かして警察の特殊部隊に協力しているという秘密を知る。彼の「無口の理由」を知った国府は、さまざまな事件に関わりながら、辛島と心を通わせてゆく。

## 主な登場人物
国府 佐和（こくぶ さわ）
主人公。中学3年（作中で高校に進学する）。
たまに聞く辛島の笑い声がきっかけで彼に恋心を抱く。辛島の声の秘密と、その声ゆえに彼が感じる辛さや警察の任務の危険さを知り、それでも彼に近づきたいと願うようになる。大人しく見えて実は行動派。
辛島 世津（からしま せつ）
国府と同級生。
聞いた人に暗示をかけてしまう特殊な声の持ち主。そのため普段は無口で、友人達と話すときも鼻を押さえながら話すなど工夫する。
小学生の時に偶然居合わせた人質事件がきっかけとなり、警察の仕事を手伝うようになる。警察の任務を遂行するときは顔を見られないよう狐の面を被っている。
下の名前の『世津』は、作中では登場せず、文庫版のあとがきで明かされている。
川口 誠二（かわぐち せいじ）
警察の特殊部隊員。
悪人顔だが辛島の良き保護者。辛島に狐の面を与えた。
坂本（さかもと）
国府、辛島と同級生。
警察の特殊部隊員である坂本班長の息子で、中学入学時に辛島に密かに付けられた「監視役」だった。後に国府、辛島の良き理解者となる。
会富（あいどみ）
国府の同級生で親友。後に別の高校へ進学。
辛島とは同じ小学校出身のため「声」についても知っており、辛島に関わることで国府が辛い思いをしないか心配している。

## 書誌情報
- 緑川ゆき 『あかく咲く声』 白泉社〈花とゆめコミックス〉、全3巻
  1. 2000年1月10日初版発行、ISBN 4-592-17751-7
  2. 2000年6月10日初版発行、ISBN 4-592-17764-9
  3. 2001年4月10日初版発行、ISBN 4-592-17780-0

- 緑川ゆき 『あかく咲く声』 白泉社〈白泉社文庫〉、全2巻
  1. 2008年5月15日発売、ISBN 978-4-592-88543-6
  2. 2008年5月15日発売、ISBN 978-4-592-88544-3